# Udo Lindenberg/Diskografie
Diese Diskografie ist eine Übersicht über die musikalischen Werke des deutschen Pop-Rock-Sängers Udo Lindenberg und den Veröffentlichungen mit seiner Begleitband, dem Panik-Orchester. Den Quellenangaben und Schallplattenauszeichnungen zufolge hat er bisher mehr als acht Millionen Tonträger verkauft, davon alleine in seiner Heimat über 7,6 Millionen Tonträger, womit er zu den Interpreten mit den meisten verkauften Tonträgern des Landes zählt. Seine erfolgreichste Veröffentlichung ist die Single Komet mit über 1,3 Millionen verkauften Einheiten, womit sie zu einer der meistverkauften Singles des Landes der 2020er-Jahre zählt. Weiter ist Komet mit 21 Wochen das am häufigsten auf Rang eins platzierte Lied seit Einführung der wöchentlichen Singlecharts 1971. Darüber hinaus avancierte auch das Livealbum MTV Unplugged – Live aus dem Hotel Atlantic mit über 1,1 Millionen verkauften Einheiten zum Millionenseller sowie einem der meistverkauften Musikalben des Landes. Das dazugehörige Videoalbum verkaufte sich in Deutschland über 200.000 Mal und zählt damit, seit der Einführung der Musikvideo-Awards, zu den meistverkauften Videoalben des Landes.

## Alben

### Studioalben
| Jahr | Titel Musiklabel                                                        | Höchstplatzierung, Gesamtwochen/‑monate, AuszeichnungChartplatzierungen (Jahr, Titel, Musiklabel, Platzierungen, Wochen/Monate, Auszeichnungen, Anmerkungen) | Höchstplatzierung, Gesamtwochen/‑monate, AuszeichnungChartplatzierungen (Jahr, Titel, Musiklabel, Platzierungen, Wochen/Monate, Auszeichnungen, Anmerkungen) | Höchstplatzierung, Gesamtwochen/‑monate, AuszeichnungChartplatzierungen (Jahr, Titel, Musiklabel, Platzierungen, Wochen/Monate, Auszeichnungen, Anmerkungen) | Anmerkungen                                                 | [↑]: gemeinsam behandelt mit vorhergehendem Eintrag; [←]: in beiden Charts platziert |
| Jahr | Titel Musiklabel                                                        | DE | AT | CH | Anmerkungen                                                 |                                                                                      |
| ---- | ----------------------------------------------------------------------- | --- | --- | --- | ----------------------------------------------------------- | ------------------------------------------------------------------------------------ |
| 1971 | Lindenberg Telefunken (Teldec)                                          | — | — | — | Erstveröffentlichung: 29. August 1971                       |                                                                                      |
| 1972 | Daumen im Wind Telefunken (Teldec)                                      | — | — | — | Erstveröffentlichung: 19. Mai 1972                          |                                                                                      |
| 1973 | Alles klar auf der Andrea Doria Telefunken (Teldec)                     | DE23 Silber · (7 Wo.)DE | — | — | Erstveröffentlichung: 15. Dezember 1973 Verkäufe: + 100.000 |                                                                                      |
| 1974 | Ball Pompös Telefunken (Teldec)                                         | DE3 Gold · (53 Wo.)DE | — | — | Erstveröffentlichung: 15. August 1974 Verkäufe: + 250.000   |                                                                                      |
| 1975 | Votan Wahnwitz Telefunken (Teldec)                                      | DE3 Gold · (29 Wo.)DE | — | — | Erstveröffentlichung: 15. April 1975 Verkäufe: + 250.000    |                                                                                      |
| 1976 | Galaxo Gang – Das sind die Herrn vom andern Stern Telefunken (Teldec)   | DE4 Gold · (6 Mt.)DE | — | — | Erstveröffentlichung: 15. Januar 1976 Verkäufe: + 250.000   |                                                                                      |
| 1976 | Sister King Kong Telefunken (Teldec)                                    | DE8 Gold · (4½ Mt.)DE | — | — | Erstveröffentlichung: 15. Oktober 1976 Verkäufe: + 250.000  |                                                                                      |
| 1977 | Panische Nächte Telefunken (Teldec)                                     | DE31 (3½ Mt.)DE | — | — | Erstveröffentlichung: 15. Oktober 1977                      |                                                                                      |
| 1978 | Lindenbergs Rock-Revue Telefunken (Teldec)                              | DE15 (16 Wo.)DE | — | — | Erstveröffentlichung: 19. Mai 1978                          |                                                                                      |
| 1978 | Dröhnland Symphonie Telefunken (Teldec)                                 | DE15 (21 Wo.)DE | — | — | Erstveröffentlichung: 1. Oktober 1978                       |                                                                                      |
| 1979 | Der Detektiv – Rock Revue 2 Telefunken (Teldec)                         | DE22 (23 Wo.)DE | — | — | Erstveröffentlichung: 15. Oktober 1979                      |                                                                                      |
| 1980 | Panische Zeiten Telefunken (Teldec)                                     | DE12 (13 Wo.)DE | — | — | Erstveröffentlichung: 5. Mai 1980                           |                                                                                      |
| 1981 | Udopia Telefunken (Teldec)                                              | DE5 Gold · (47 Wo.)DE | — | — | Erstveröffentlichung: 13. April 1981 Verkäufe: + 250.000    |                                                                                      |
| 1982 | Keule Telefunken (Teldec)                                               | DE9 (16 Wo.)DE | — | — | Erstveröffentlichung: 17. Mai 1982                          |                                                                                      |
| 1983 | Odyssee Polydor (DGG)                                                   | DE3 Gold · (29 Wo.)DE | AT8 (2 Mt.)AT | — | Erstveröffentlichung: 24. Januar 1983 Verkäufe: + 250.000   |                                                                                      |
| 1984 | Götterhämmerung Polydor (DGG)                                           | DE3 Gold · (22 Wo.)DE | — | CH10 (9 Wo.)CH | Erstveröffentlichung: 30. Januar 1984 Verkäufe: + 250.000   |                                                                                      |
| 1985 | Sündenknall Polydor (DGG)                                               | DE11 (14 Wo.)DE | — | CH22 (3 Wo.)CH | Erstveröffentlichung: 31. März 1985                         |                                                                                      |
| 1985 | Radio Eriwahn präsentiert Udo Lindenberg + Panikorchester Polydor (DGG) | DE17 (8 Wo.)DE | — | — | Erstveröffentlichung: 9. September 1985                     |                                                                                      |
| 1986 | Phönix Polydor (DGG)                                                    | DE26 Gold · (19 Wo.)DE | — | — | Erstveröffentlichung: 5. November 1986 Verkäufe: + 250.000  |                                                                                      |
| 1987 | Feuerland Polydor (DGG)                                                 | DE16 (12 Wo.)DE | — | — | Erstveröffentlichung: 3. September 1987                     |                                                                                      |
| 1988 | Hermine Polydor (DGG)                                                   | DE26 (9 Wo.)DE | — | — | Erstveröffentlichung: 28. Januar 1988                       |                                                                                      |
| 1988 | CasaNova Polydor (DGG)                                                  | DE32 (19 Wo.)DE | AT—AT | CH—CH | Erstveröffentlichung: 19. Februar 1988                      |                                                                                      |
| 1988 | CasaNova (English Version) Polydor (UMG)                                | DE72 (1 Wo.)DE[AT: ↑][CH: ↑] | AT—AT | CH—CH | Erstveröffentlichung: 2. August 2024                        |                                                                                      |
| 1989 | Bunte Republik Deutschland Polydor (DGG)                                | DE17 (31 Wo.)DE | — | — | Erstveröffentlichung: 13. Oktober 1989                      |                                                                                      |
| 1991 | Ich will dich haben Polydor (DGG)                                       | DE11 Gold · (25 Wo.)DE | — | CH23 (10 Wo.)CH | Erstveröffentlichung: 21. Februar 1991 Verkäufe: + 250.000  |                                                                                      |
| 1991 | Gustav Polydor (DGG)                                                    | DE32 (10 Wo.)DE | — | — | Erstveröffentlichung: 28. Oktober 1991                      |                                                                                      |
| 1992 | Panik-Panther Polydor (DGG)                                             | DE24 (11 Wo.)DE | — | — | Erstveröffentlichung: 25. September 1992                    |                                                                                      |
| 1993 | Benjamin Polydor (DGG)                                                  | DE49 (9 Wo.)DE | — | — | Erstveröffentlichung: 18. Oktober 1993                      |                                                                                      |
| 1995 | Kosmos Polydor (DGG)                                                    | DE44 (8 Wo.)DE | — | — | Erstveröffentlichung: 17. Mai 1995                          |                                                                                      |
| 1996 | Und ewig rauscht die Linde Polydor (DGG)                                | DE39 (9 Wo.)DE | — | — | Erstveröffentlichung: 22. April 1996                        |                                                                                      |
| 1998 | Zeitmaschine Polydor (DGG)                                              | DE49 (3 Wo.)DE | — | — | Erstveröffentlichung: 5. Oktober 1998                       |                                                                                      |
| 2000 | Der Exzessor Berlin Records (Sony)                                      | DE40 (3 Wo.)DE | — | — | Erstveröffentlichung: 19. Mai 2000                          |                                                                                      |
| 2002 | Atlantic Affairs Hansa Records (BMG Ariola)                             | DE76 (1 Wo.)DE | — | — | Erstveröffentlichung: 27. Mai 2002 Verkäufe: + 7.000        |                                                                                      |
| 2008 | Stark wie Zwei Starwatch Entertainment (WMG)                            | DE1 ×7Siebenfachgold · (70 Wo.)DE | AT10 (9 Wo.)AT | CH6 (16 Wo.)CH | Erstveröffentlichung: 28. März 2008 Verkäufe: + 700.000     |                                                                                      |
| 2016 | Stärker als die Zeit Warner Music (WMG)                                 | DE1 ×5Fünffachgold · (71 Wo.)DE | AT7 (12 Wo.)AT | CH2 (18 Wo.)CH | Erstveröffentlichung: 29. April 2016 Verkäufe: + 500.000    |                                                                                      |

grau schraffiert: keine Chartdaten aus diesem Jahr verfügbar

### Gemeinschaftsalben
| Jahr | Titel Musiklabel                         | Anmerkungen                                                                       |
| ---- | ---------------------------------------- | --------------------------------------------------------------------------------- |
| 1972 | Kravetz Vertigo Records (PPI)            | Erstveröffentlichung: 1972 als Teil von The Hamburg Scene mit Kravetz             |
| 1976 | I Make You Feel Good Telefunken (Teldec) | Erstveröffentlichung: September 1976 als Teil von Das Waldemar Wunderbar Syndikat |

### Livealben
| Jahr | Titel Musiklabel                                                          | Höchstplatzierung, Gesamtwochen, AuszeichnungChartplatzierungen (Jahr, Titel, Musiklabel, Platzierungen, Wochen, Auszeichnungen, Anmerkungen) | Höchstplatzierung, Gesamtwochen, AuszeichnungChartplatzierungen (Jahr, Titel, Musiklabel, Platzierungen, Wochen, Auszeichnungen, Anmerkungen) | Höchstplatzierung, Gesamtwochen, AuszeichnungChartplatzierungen (Jahr, Titel, Musiklabel, Platzierungen, Wochen, Auszeichnungen, Anmerkungen) | Anmerkungen                                                    |
| Jahr | Titel Musiklabel                                                          | DE | AT | CH | Anmerkungen                                                    |
| ---- | ------------------------------------------------------------------------- | --- | --- | --- | -------------------------------------------------------------- |
| 1979 | Livehaftig Telefunken (Teldec)                                            | DE15 (25 Wo.)DE | — | — | Erstveröffentlichung: 16. Mai 1979                             |
| 1982 | Intensivstationen Telefunken (Teldec)                                     | DE16 (12 Wo.)DE | — | — | Erstveröffentlichung: 1. März 1982                             |
| 1983 | Lindstärke 10 Polydor (DGG)                                               | DE21 (14 Wo.)DE | — | — | Erstveröffentlichung: 13. September 1983                       |
| 1990 | Live in Leipzig Polydor (DGG)                                             | — | — | — | Erstveröffentlichung: 22. Mai 1990                             |
| 1997 | Live ’96 Polydor (DGG)                                                    | — | — | — | Erstveröffentlichung: 20. Januar 1997                          |
| 2001 | Ich schwöre! – Das volle Programm Berlin Records (Sony)                   | DE80 (1 Wo.)DE | — | — | Erstveröffentlichung: 8. Januar 2001                           |
| 2008 | Stark wie Zwei – Live Starwatch Entertainment (WMG)                       | DE— aDE | — | — | Erstveröffentlichung: 5. Dezember 2008                         |
| 2011 | MTV Unplugged – Live aus dem Hotel Atlantic Starwatch Entertainment (WMG) | DE1 ×11Elffachgold · (122 Wo.)DE | AT6 (12 Wo.)AT | CH6 (17 Wo.)CH | Erstveröffentlichung: 16. September 2011 Verkäufe: + 1.100.000 |
| 2013 | Ich mach mein Ding – Die Show Starwatch Entertainment (WMG)               | DE3 Gold · (34 Wo.)DE | — | CH48 (2 Wo.)CH | Erstveröffentlichung: 29. März 2013 Verkäufe: + 100.000        |
| 2016 | Stärker als die Zeit – Live Warner Music (WMG)                            | DE— aDE | AT— bAT | CH— bCH | Erstveröffentlichung: 2. Dezember 2016                         |
| 2018 | MTV Unplugged 2: Live vom Atlantik Warner Music (WMG)                     | DE1 Platin · (47 Wo.)DE | AT28 (3 Wo.)AT | CH22 (5 Wo.)CH | Erstveröffentlichung: 14. Dezember 2018 Verkäufe: + 200.000    |

grau schraffiert: keine Chartdaten aus diesem Jahr verfügbar

### Kompilationen
| Jahr | Titel Musiklabel                                                                      | Höchstplatzierung, Gesamtwochen/‑monate, AuszeichnungChartplatzierungen (Jahr, Titel, Musiklabel, Platzierungen, Wochen/Monate, Auszeichnungen, Anmerkungen) | Höchstplatzierung, Gesamtwochen/‑monate, AuszeichnungChartplatzierungen (Jahr, Titel, Musiklabel, Platzierungen, Wochen/Monate, Auszeichnungen, Anmerkungen) | Höchstplatzierung, Gesamtwochen/‑monate, AuszeichnungChartplatzierungen (Jahr, Titel, Musiklabel, Platzierungen, Wochen/Monate, Auszeichnungen, Anmerkungen) | Anmerkungen                                                                    |
| Jahr | Titel Musiklabel                                                                      | DE | AT | CH | Anmerkungen                                                                    |
| ---- | ------------------------------------------------------------------------------------- | --- | --- | --- | ------------------------------------------------------------------------------ |
| 1976 | Panik Udo auch bekannt als: No Panic oder No Panic on the Titanic Telefunken (Teldec) | DE34 (3 Mt.)DE | — | — | Erstveröffentlichung: 15. Mai 1976                                             |
| 1978 | Geen paniek Telefunken (Teldec)                                                       | — | — | — | Erstveröffentlichung: Oktober 1978 NL-Kompilation                              |
| 1980 | Meine Panik – Seine Größten Panik Hits Arcade Records (Arcade)                        | DE17 (8 Wo.)DE | — | — | Erstveröffentlichung: 1981                                                     |
| 1987 | Alles klar! Telefunken (Teldec)                                                       | — | — | — | Erstveröffentlichung: November 1987                                            |
| 1987 | I Don’t Know Who I Should Belong To Polydor (DGG)                                     | DE58 c (1 Wo.)DE | — | — | Erstveröffentlichung: 1987 EN-Kompilation                                      |
| 1988 | Gänsehaut – Der sanfte Udo Lindenberg Polystar (PolyGram)                             | DE5 Gold · (20 Wo.)DE | AT7 (3 Mt.)AT | — | Erstveröffentlichung: 1988 Verkäufe: + 300.000                                 |
| 1990 | Wendezeiten Teldec (WMG)                                                              | — | — | — | Erstveröffentlichung: 28. Februar 1990                                         |
| 1991 | Unter die Haut. Polystar (PolyGram)                                                   | DE41 (9 Wo.)DE | — | — | Erstveröffentlichung: 1991                                                     |
| 1997 | Belcanto Polydor (DGG)                                                                | DE29 (12 Wo.)DE | — | — | Erstveröffentlichung: 1. September 1997 mit Deutsches Filmorchester Babelsberg |
| 1998 | Raritäten … & Spezialitäten Telefunken (WMG)                                          | — | — | — | Erstveröffentlichung: 23. Februar 1998                                         |
| 1999 | 30 Jahre Lindenberg Polydor (UMG)                                                     | DE— GoldDE | — | — | Erstveröffentlichung: 14. Dezember 1999 Verkäufe: + 250.000                    |
| 2000 | Das Beste … mit und ohne Hut Telefunken (WMG)                                         | — | — | — | Erstveröffentlichung: 22. Mai 2000                                             |
| 2001 | Balladen WSM Records (WMG)                                                            | DE91 (1 Wo.)DE | — | — | Erstveröffentlichung: 30. April 2001                                           |
| 2003 | Das Beste … mit und ohne Hut – Die 2te Telefunken (WMG)                               | — | — | — | Erstveröffentlichung: 24. Februar 2003                                         |
| 2003 | Panikpräsident Hansa Records (BMG Ariola)                                             | DE18 (5 Wo.)DE | — | — | Erstveröffentlichung: 6. Oktober 2003                                          |
| 2004 | Kompletto – Alle Hits Warner Music (WMG)                                              | — | — | — | Erstveröffentlichung: 2. Februar 2004                                          |
| 2004 | Absolut WSM Records (WMG)                                                             | DE65 (2 Wo.)DE | — | — | Erstveröffentlichung: 29. November 2004                                        |
| 2006 | Damenwahl Warner Music (WMG)                                                          | — | — | — | Erstveröffentlichung: 12. Mai 2006                                             |
| 2006 | Panik mit Hut Polydor (UMG)                                                           | — | — | — | Erstveröffentlichung: 12. Mai 2006                                             |
| 2021 | 75 Jahre Panik – Alle Polydor Hits von 1983 bis 1998 Polydor (UMG)                    | DE7 (3 Wo.)DE | — | CH56 (1 Wo.)CH | Erstveröffentlichung: 7. Mai 2021                                              |
| 2021 | Udopium – Das Beste Warner Music (WMG)                                                | DE2 Gold · (46 Wo.)DE | AT4 (4 Wo.)AT | CH2 (14 Wo.)CH | Erstveröffentlichung: 14. Mai 2021 Verkäufe: + 100.000                         |

grau schraffiert: keine Chartdaten aus diesem Jahr verfügbar

### Soundtracks
| Jahr | Titel Musiklabel                           | Höchstplatzierung, Gesamtwochen, AuszeichnungChartplatzierungen (Jahr, Titel, Musiklabel, Platzierungen, Wochen, Auszeichnungen, Anmerkungen) | Höchstplatzierung, Gesamtwochen, AuszeichnungChartplatzierungen (Jahr, Titel, Musiklabel, Platzierungen, Wochen, Auszeichnungen, Anmerkungen) | Höchstplatzierung, Gesamtwochen, AuszeichnungChartplatzierungen (Jahr, Titel, Musiklabel, Platzierungen, Wochen, Auszeichnungen, Anmerkungen) | Anmerkungen                           |
| Jahr | Titel Musiklabel                           | DE | AT | CH | Anmerkungen                           |
| ---- | ------------------------------------------ | --- | --- | --- | ------------------------------------- |
| 2020 | Lindenberg! Mach dein Ding DolceRita (WMG) | DE29 (3 Wo.)DE | — | — | Erstveröffentlichung: 10. Januar 2020 |

### EPs
| Jahr | Titel Musiklabel                                  | Anmerkungen                                                |
| ---- | ------------------------------------------------- | ---------------------------------------------------------- |
| 1983 | Amiga Quartett: Udo Lindenberg Amiga (Amiga)      | Erstveröffentlichung: 1983 Veröffentlichung nur in der DDR |
| 2023 | Deutscher Rock mal ganz anders Warner Music (WMG) | Erstveröffentlichung: 18. August 2023                      |

### Musicalalben
| Jahr | Titel Musiklabel                                  | Höchstplatzierung, Gesamtwochen, AuszeichnungChartplatzierungen (Jahr, Titel, Musiklabel, Platzierungen, Wochen, Auszeichnungen, Anmerkungen) | Höchstplatzierung, Gesamtwochen, AuszeichnungChartplatzierungen (Jahr, Titel, Musiklabel, Platzierungen, Wochen, Auszeichnungen, Anmerkungen) | Höchstplatzierung, Gesamtwochen, AuszeichnungChartplatzierungen (Jahr, Titel, Musiklabel, Platzierungen, Wochen, Auszeichnungen, Anmerkungen) | Anmerkungen                                                                                      |
| Jahr | Titel Musiklabel                                  | DE | AT | CH | Anmerkungen                                                                                      |
| ---- | ------------------------------------------------- | --- | --- | --- | ------------------------------------------------------------------------------------------------ |
| 1977 | Tell! Telefunken (Teldec)                         | — | — | — | Erstveröffentlichung: 1977 mit Jackie Carter, Jürgen Drews, Romy Haag, Alexis Korner & Su Kramer |
| 1993 | Hair: Die deutsche Neuaufnahme 1993 Polydor (DGG) | — | — | — | Erstveröffentlichung: 5. November 1993 mit Nina Hagen, Uwe Ochsenknecht & Ron Williams           |
| 2011 | Hinterm Horizont Stage Entertainment (WMG)        | DE29 (1 Wo.)DE | — | — | Erstveröffentlichung: 8. April 2011                                                              |

grau schraffiert: keine Chartdaten aus diesem Jahr verfügbar

## Singles

### Als Leadmusiker
| Jahr | Titel Album | Höchstplatzierung, Gesamtwochen/‑monate, AuszeichnungChartplatzierungen (Jahr, Titel, Album, Platzierungen, Wochen/Monate, Auszeichnungen, Anmerkungen) | Höchstplatzierung, Gesamtwochen/‑monate, AuszeichnungChartplatzierungen (Jahr, Titel, Album, Platzierungen, Wochen/Monate, Auszeichnungen, Anmerkungen) | Höchstplatzierung, Gesamtwochen/‑monate, AuszeichnungChartplatzierungen (Jahr, Titel, Album, Platzierungen, Wochen/Monate, Auszeichnungen, Anmerkungen) | Anmerkungen |
| Jahr | Titel Album | DE | AT | CH | Anmerkungen |
| --- | --- | --- | --- | --- | --- |
| 1972 | Good Life City Lindenberg (Remastered) | — | — | — | Erstveröffentlichung: 12. April 1972                                                                                        |
| 1972 | Sommerliebe – | — | — | — | Erstveröffentlichung: 29. September 1972                                                                                    |
| 1973 | Rock‘n’Roll Band – | — | — | — | Erstveröffentlichung: 23. April 1973                                                                                        |
| 1974 | Candy Jane – | — | — | — | Erstveröffentlichung: 16. Januar 1974                                                                                       |
| 1974 | Ich bin von Kopf bis Fuß auf Liebe eingestellt Ball Pompös                                                                                     | — | — | — | Erstveröffentlichung: 31. Juli 1974 Original: Marlene Dietrich                                                              |
| 1976 | Bodo Ballermann / Ich träume oft davon, ein Segelboot zu klau’n Galaxo Gang – Das sind die Herrn vom andern Stern • Rock in Deutschland Vol. 2 | — | — | — | Erstveröffentlichung: 4. Juni 1976                                                                                          |
| 1977 | Riki Masorati Panische Nächte | — | — | — | Erstveröffentlichung: 1977                                                                                                  |
| 1978 | Guten Tag, ich heiße Schmidt Dröhnland Symphonie                                                                                               | — | — | — | Erstveröffentlichung: 1978                                                                                                  |
| 1978 | Reeperbahn Lindenbergs Rock Revue | — | — | — | Erstveröffentlichung: 1978 Original: The Beatles – Penny Lane                                                               |
| 1978 | Resus-negatief Geen paniek | — | — | — | Erstveröffentlichung: Oktober 1978                                                                                          |
| 1980 | Baby, wenn ich down bin Panische Zeiten | — | — | — | Erstveröffentlichung: 1980 feat. Leata Galloway                                                                             |
| 1980 | Die Heizer kommen Panische Zeiten | — | — | — | Erstveröffentlichung: 1980                                                                                                  |
| 1981 | Berlin – | — | — | — | Erstveröffentlichung: 1981 feat. Nina Hagen                                                                                 |
| 1981 | Wozu sind Kriege da? – | DE18 (27 Wo.)DE | — | — | Erstveröffentlichung: 5. Oktober 1981 feat. Pascal Kravetz                                                                  |
| 1981 | Bei uns in Spananien Keule | — | — | — | Erstveröffentlichung: 1981                                                                                                  |
| 1983 | Sonderzug nach Pankow Odyssee | DE5 (21 Wo.)DE | AT3 (3½ Mt.)AT | — | Erstveröffentlichung: 2. Februar 1983                                                                                       |
| 1983 | Du knallst in mein Leben Odyssee | — | — | — | Erstveröffentlichung: 1983                                                                                                  |
| 1983 | Odyssee | — | — | — | Erstveröffentlichung: 1983                                                                                                  |
| 1984 | Russen Götterhämmerung | — | — | — | Erstveröffentlichung: Februar 1984                                                                                          |
| 1984 | Nonnen Götterhämmerung | — | — | — | Erstveröffentlichung: 1984                                                                                                  |
| 1984 | Germans Radio Eriwahn präsentiert Udo Lindenberg + Panikorchester                                                                              | — | — | — | Erstveröffentlichung: 1984                                                                                                  |
| 1985 | Grüne Mauer – | — | — | — | Erstveröffentlichung: 1985 Verkäufe: + 15.000; mit Hans Hartz, Heinz-Rudolf Kunze, Hendrik Schaper & Rolf Zuckowski         |
| 1985 | Moskau Radio Eriwahn präsentiert Udo Lindenberg + Panikorchester                                                                               | — | — | — | Erstveröffentlichung: 3. September 1985                                                                                     |
| 1986 | Find ich gut (Ede Ödelmann) Phönix | — | — | — | Erstveröffentlichung: 1986                                                                                                  |
| 1987 | Horizont Phönix | DE18 (17 Wo.)DE | — | — | Erstveröffentlichung: 1987                                                                                                  |
| 1987 | Ich lieb’ Dich überhaupt nicht mehr Feuerland                                                                                                  | DE33 (15 Wo.)DE | AT3 (4 Mt.)AT | — | Erstveröffentlichung: 1987                                                                                                  |
| 1987 | Der Generalsekretär Feuerland | DE60 (3 Wo.)DE | — | — | Erstveröffentlichung: 31. August 1987                                                                                       |
| 1987 | Alles klar auf der Andrea Doria | — | — | — | Erstveröffentlichung: 1987                                                                                                  |
| 1988 | Ein Kommen und Gehen Feuerland | — | — | — | Erstveröffentlichung: 16. Mai 1988                                                                                          |
| 1988 | Goodbye Johnny! Feuerland | — | — | — | Erstveröffentlichung: 1988 Original: Hans Albers                                                                            |
| 1988 | Die Klavierlehrerin CasaNova | — | — | — | Erstveröffentlichung: 1988 feat. Nina Hagen                                                                                 |
| 1988 | Airport (Dich Wiederseh’n …) CasaNova | DE49 (7 Wo.)DE | — | — | Erstveröffentlichung: 17. November 1988 feat. Nina Hagen                                                                    |
| 1989 | 16 Jahr Bunte Republik Deutschland | — | — | — | Erstveröffentlichung: 1989 Original: Dalida – Il venait d’avoir 18 ans                                                      |
| 1990 | Madonna Ich will dich haben | — | — | — | Erstveröffentlichung: 1990                                                                                                  |
| 1991 | Ein Herz kann man nicht reparieren Ich will dich haben                                                                                         | DE29 (23 Wo.)DE | — | — | Erstveröffentlichung: 1991                                                                                                  |
| 1991 | Geh nicht weg Ich will dich haben | DE90 (5 Wo.)DE | — | — | Erstveröffentlichung: 1991                                                                                                  |
| 1991 | Renate von Stich Ich will dich haben | — | — | — | Erstveröffentlichung: 1991                                                                                                  |
| 1991 | Club der Millionäre Gustav | DE39 (20 Wo.)DE | — | — | Erstveröffentlichung: 1991                                                                                                  |
| 1992 | Wo ich meinen Hut hinhäng … Gustav | — | — | — | Erstveröffentlichung: 1992                                                                                                  |
| 1992 | Die Augen zu Gustav | — | — | — | Erstveröffentlichung: 1992                                                                                                  |
| 1992 | Panik-Panther | DE84 (5 Wo.)DE | — | — | Erstveröffentlichung: 1992                                                                                                  |
| 1992 | Nicht einfach nur mon amour Panik-Panther | — | — | — | Erstveröffentlichung: 1992                                                                                                  |
| 1993 | Romeo & Juliaaah Panik-Panther | — | — | — | Erstveröffentlichung: 1993 feat. Nina Hagen                                                                                 |
| 1993 | Der blaue Planet Benjamin | — | — | — | Erstveröffentlichung: 24. September 1993                                                                                    |
| 1993 | Let the Sunshine In Hair: Die deutsche Neuaufnahme 1993                                                                                        | — | — | — | Erstveröffentlichung: 1993 mit Nina Hagen, Uwe Ochsenknecht & Ron Williams Original: Lynn Kellogg, Melba Moore & James Rado |
| 1993 | Manchmal bist du sowas von bescheuert Benjamin                                                                                                 | — | — | — | Erstveröffentlichung: 1993                                                                                                  |
| 1994 | Fäuste aus Stahl Benjamin | — | — | — | Erstveröffentlichung: 1994                                                                                                  |
| 1995 | Ich bin ein Single Kosmos | — | — | — | Erstveröffentlichung: 1995                                                                                                  |
| 1995 | Ich will den Platz in meinem Herzen neu vermieten Kosmos                                                                                       | — | — | — | Erstveröffentlichung: 1995                                                                                                  |
| 1996 | Nana M. Und ewig rauscht die Linde | — | — | — | Erstveröffentlichung: 1996                                                                                                  |
| 1996 | Arschgesicht Und ewig rauscht die Linde | — | — | — | Erstveröffentlichung: 1996                                                                                                  |
| 1996 | Ich schwöre Und ewig rauscht die Linde | — | — | — | Erstveröffentlichung: 1996                                                                                                  |
| 1997 | Du und ich – und dann ganz lange gar nichts Belcanto                                                                                           | — | — | — | Erstveröffentlichung: September 1997 mit Deutsches Filmorchester Babelsberg                                                 |
| 1998 | Cello Belcanto | — | — | — | Erstveröffentlichung: 1998 mit Deutsches Filmorchester Babelsberg                                                           |
| 1998 | König von Scheißegalien Zeitmaschine | — | — | — | Erstveröffentlichung: 1998 Unplugged-Version: 22. März 2019                                                                 |
| 1999 | You Can’t Run Away Zeitmaschine | DE74 (3 Wo.)DE | — | — | Erstveröffentlichung: 12. Juli 1999 feat. Freundeskreis & Gentleman                                                         |
| 1999 | Seid willkommen in Berlin Der Exzessor | — | — | — | Erstveröffentlichung: 1999                                                                                                  |
| 2000 | Gegen den Strom, gegen den Wind Der Exzessor                                                                                                   | — | — | — | Erstveröffentlichung: 2000                                                                                                  |
| 2000 | Und trotzdem lieb’ ich dich so sehr Der Exzessor                                                                                               | — | — | — | Erstveröffentlichung: 2000 feat. Dorkas Kiefer                                                                              |
| 2001 | Pimmelkopp! – | — | — | — | Erstveröffentlichung: 26. November 2001                                                                                     |
| 2002 | Nangijala Atlantic Affairs | — | — | — | Erstveröffentlichung: 2002 feat. Yvonne Catterfeld                                                                          |
| 2004 | Damals in der DDR Panik mit Hut – Die Singles 1972–2005                                                                                        | — | — | — | Erstveröffentlichung: 2004                                                                                                  |
| 2005 | Hallo Angie, das Merkel ich mir Panik mit Hut – Die Singles 1972–2005                                                                          | DE100 (1 Wo.)DE | — | — | Erstveröffentlichung: 31. August 2005                                                                                       |
| 2008 | Wenn Du durchhängst Stark wie zwei | DE10 (12 Wo.)DE | AT71 (2 Wo.)AT | CH41 (5 Wo.)CH | Erstveröffentlichung: 21. März 2008                                                                                         |
| 2008 | Ganz anders Stark wie zwei | DE28 (10 Wo.)DE | — | — | Erstveröffentlichung: 30. Mai 2008 feat. Jan Delay                                                                          |
| 2008 | Mein Ding Stark wie zwei | — | — | — | Erstveröffentlichung: 1. August 2008                                                                                        |
| 2008 | Was hat die Zeit mit uns gemacht? Stark wie zwei                                                                                               | DE52 (6 Wo.)DE | — | — | Erstveröffentlichung: 3. Oktober 2008                                                                                       |
| 2011 | Ein Herz kann man nicht reparieren (Unplugged) MTV Unplugged – Live aus dem Hotel Atlantic                                                     | DE11 (19 Wo.)DE | AT65 (2 Wo.)AT | — | Erstveröffentlichung: 9. September 2011 feat. Inga Humpe                                                                    |
| 2011 | Cello (Unplugged) MTV Unplugged – Live aus dem Hotel Atlantic • An und für sich (Deluxe Edition)                                               | DE4 Platin · (30 Wo.)DE | AT52 (2 Wo.)AT | CH53 (1 Wo.)CH | Erstveröffentlichung: 4. November 2011 Verkäufe: + 300.000; mit Clueso                                                      |
| 2012 | Reeperbahn 2011 (What It’s Like) (Unplugged) MTV Unplugged – Live aus dem Hotel Atlantic                                                       | DE37 (9 Wo.)DE | — | — | Erstveröffentlichung: 16. März 2012 feat. Jan Delay                                                                         |
| 2012 | Nimm Dir das Leben und lass es nicht mehr los Mit Udo Lindenberg auf Tour – Deutschland im März 2012                                           | DE45 (3 Wo.)DE | — | — | Erstveröffentlichung: 12. Oktober 2012                                                                                      |
| 2016 | Durch die schweren Zeiten Stärker als die Zeit                                                                                                 | DE26 (13 Wo.)DE | — | — | Erstveröffentlichung: 26. Februar 2016                                                                                      |
| 2016 | Eldorado (Live) Stärker als die Zeit – Live | — | — | — | Erstveröffentlichung: 30. September 2016                                                                                    |
| 2016 | Wenn du gehst Stärker als die Zeit | — | — | — | Erstveröffentlichung: 21. Oktober 2016                                                                                      |
| 2016 | Bunte Republik Deutschland (Live) Stärker als die Zeit – Live                                                                                  | — | — | — | Erstveröffentlichung: 25. November 2016 feat. Ole Feddersen, Gentleman & Daniel Wirtz                                       |
| 2017 | Einer muss den Job ja machen Stärker als die Zeit                                                                                              | — | — | — | Erstveröffentlichung: 7. April 2017                                                                                         |
| 2018 | Wir ziehen in den Frieden (Unplugged) MTV Unplugged 2: Live vom Atlantik                                                                       | DE77 (1 Wo.)DE | — | — | Erstveröffentlichung: 16. November 2018                                                                                     |
| 2019 | Radio Song (Unplugged) MTV Unplugged 2: Live vom Atlantik                                                                                      | — | — | — | Erstveröffentlichung: 1. Februar 2019 feat. Andreas Bourani                                                                 |
| 2019 | Niemals dran gezweifelt Lindenberg! Mach dein Ding                                                                                             | — | — | — | Erstveröffentlichung: 22. November 2019                                                                                     |
| 2021 | Mittendrin Udopium – Das Beste | DE— dDE | — | — | Erstveröffentlichung: 9. April 2021                                                                                         |
| 2021 | Wieder genauso Udopium – Das Beste | — | — | — | Erstveröffentlichung: 7. Mai 2021                                                                                           |
| 2023 | Komet Gartenstadt | DE1 ×2Doppelplatin · (118 Wo.)DE | AT1 ×3Dreifachplatin · (97 Wo.)AT | CH2 ×4Vierfachplatin · (78 Wo.)CH | Erstveröffentlichung: 19. Januar 2023 Verkäufe: + 1.370.000; mit Apache 207                                                 |
| Folgende Lieder erschienen nicht als Single, wurden aber durch das Album zum Download und Streaming bereitgestellt und konnten somit eine Platzierung erlangen: | | | | | |
| | | | | | |
| 2016 | Stärker als die Zeit | DE90 (1 Wo.)DE | — | — | Charteinstieg: 6. Mai 2016                                                                                                  |
| 2021 | Kompass Udopium – Das Beste | DE— eDE | — | — | Charteinstieg: 12. November 2021                                                                                            |

grau schraffiert: keine Chartdaten aus diesem Jahr verfügbar

### Als Gastmusiker
| Jahr | Titel Album                                                | Höchstplatzierung, Gesamtwochen/‑monate, AuszeichnungChartplatzierungen (Jahr, Titel, Album, Platzierungen, Wochen/Monate, Auszeichnungen, Anmerkungen) | Höchstplatzierung, Gesamtwochen/‑monate, AuszeichnungChartplatzierungen (Jahr, Titel, Album, Platzierungen, Wochen/Monate, Auszeichnungen, Anmerkungen) | Höchstplatzierung, Gesamtwochen/‑monate, AuszeichnungChartplatzierungen (Jahr, Titel, Album, Platzierungen, Wochen/Monate, Auszeichnungen, Anmerkungen) | Anmerkungen |
| Jahr | Titel Album                                                | DE | AT | CH | Anmerkungen |
| ---- | ---------------------------------------------------------- | --- | --- | --- | --- |
| 1985 | Nackt im Wind –                                            | DE3 (10 Wo.)DE | AT18 (2½ Mt.)AT | CH21 (3 Wo.)CH | Erstveröffentlichung: 21. Januar 1985 Verkäufe: + 150.000; als Teil von Band für Afrika                                      |
| 2002 | Lieber Gott –                                              | DE6 (15 Wo.)DE | AT16 (14 Wo.)AT | CH48 (8 Wo.)CH | Erstveröffentlichung: 9. September 2002 als Teil von Marlon + Friends                                                        |
| 2003 | Wunder gescheh’n 20 Jahre – Nena feat. Nena (2003 Edition) | DE9 (9 Wo.)DE | AT26 (15 Wo.)AT | CH88 (2 Wo.)CH | Erstveröffentlichung: 24. Februar 2003 Nena & Friends (Ben, Udo Lindenberg, Sasha, Helge Schneider, Jasmin Tabatabai & Witt) |
| 2007 | Im Arsch Mercedes-Dance                                    | DE55 (6 Wo.)DE | — | — | Erstveröffentlichung: 5. April 2007 Jan Delay feat. Udo Lindenberg                                                           |
| 2014 | Do They Know It’s Christmas? (Deutsche Version) –          | DE1 (5 Wo.)DE | AT10 (3 Wo.)AT | CH21 (2 Wo.)CH | Erstveröffentlichung: 21. November 2014 als Teil von Band Aid 30 Germany                                                     |
| 2020 | Devil Don’t Get Me Motherhood                              | — | — | — | Erstveröffentlichung: 19. März 2020 Passport feat. Udo Lindenberg                                                            |

## Videoalben und Musikvideos

### Videoalben
| Jahr | Titel Musiklabel                                                                     | Höchstplatzierung, Gesamtwochen, AuszeichnungChartplatzierungen (Jahr, Titel, Musiklabel, Platzierungen, Wochen, Auszeichnungen, Anmerkungen) | Höchstplatzierung, Gesamtwochen, AuszeichnungChartplatzierungen (Jahr, Titel, Musiklabel, Platzierungen, Wochen, Auszeichnungen, Anmerkungen) | Höchstplatzierung, Gesamtwochen, AuszeichnungChartplatzierungen (Jahr, Titel, Musiklabel, Platzierungen, Wochen, Auszeichnungen, Anmerkungen) | Anmerkungen                                                  |
| Jahr | Titel Musiklabel                                                                     | DE | AT | CH | Anmerkungen                                                  |
| ---- | ------------------------------------------------------------------------------------ | --- | --- | --- | ------------------------------------------------------------ |
| 1991 | Video Collection Polydor (PolyGram)                                                  | — | — | — | Erstveröffentlichung: 1991                                   |
| 1994 | Piratenfreunde Polydor (PolyGram)                                                    | — | — | — | Erstveröffentlichung: 1994                                   |
| 2002 | Die erste Vision Polydor (UMG)                                                       | — | — | — | Erstveröffentlichung: 2. April 2002                          |
| 2003 | Sterne, die nie untergehen – Atlantic Affairs UFA Home Entertainment (BMG)           | DE— fDE | — | — | Erstveröffentlichung: 10. Februar 2003                       |
| 2008 | Stark wie Zwei – Live Starwatch Entertainment (WMG)                                  | DE— f PlatinDE | — | — | Erstveröffentlichung: 5. Dezember 2008 Verkäufe: + 50.000    |
| 2011 | MTV Unplugged – Live aus dem Hotel Atlantic Starwatch Entertainment (WMG)            | DE— g ×4VierfachplatinDE | AT2 (1 Wo.)AT | CH2 (3 Wo.)CH | Erstveröffentlichung: 16. September 2011 Verkäufe: + 200.000 |
| 2012 | Mit Udo Lindenberg auf Tour – Deutschland im März 2012 Starwatch Entertainment (WMG) | DE— GoldDE | — | — | Erstveröffentlichung: 26. Oktober 2012 Verkäufe: + 25.000    |
| 2013 | Ich mach mein Ding – Die Show Starwatch Entertainment (WMG)                          | DE— g PlatinDE | — | CH4 (3 Wo.)CH | Erstveröffentlichung: 29. März 2013 Verkäufe: + 50.000       |
| 2016 | Stärker als die Zeit – Live Warner Music (WMG)                                       | DE— f GoldDE | AT10 (1 Wo.)AT | CH4 (4 Wo.)CH | Erstveröffentlichung: 2. Dezember 2016 Verkäufe: + 25.000    |
| 2018 | MTV Unplugged 2: Live vom Atlantik Warner Music (WMG)                                | DE— gDE | AT1 (4 Wo.)AT | CH1 (14 Wo.)CH | Erstveröffentlichung: 14. Dezember 2008                      |

### Musikvideos
| Jahr | Titel                                                              | Regie                     |
| ---- | ------------------------------------------------------------------ | ------------------------- |
| 1973 | Alles klar auf der Andrea Doria                                    |                           |
| 1973 | Wir wollen doch einfach nur zusammen sein (Mädchen aus Ost-Berlin) |                           |
| 1974 | Rudi Ratlos                                                        |                           |
| 1974 | Leider nur ein Vakuum                                              |                           |
| 1974 | Bitte keine Lovestory                                              |                           |
| 1975 | Der Dirigent Votan Wahnwitz                                        |                           |
| 1976 | Gene Galaxo                                                        |                           |
| 1976 | Bodo Ballermann                                                    |                           |
| 1976 | Sister King Kong                                                   |                           |
| 1978 | Salty Dog                                                          |                           |
| 1979 | Sympathie für den Teufel                                           |                           |
| 1980 | Baby wenn ich down bin                                             |                           |
| 1981 | Wozu sind Kriege da?                                               |                           |
| 1981 | Sandmännchen                                                       |                           |
| 1981 | Grande Finale                                                      |                           |
| 1983 | Sonderzug nach Pankow                                              |                           |
| 1985 | Nackt im Wind                                                      |                           |
| 1987 | Ich lieb’ Dich überhaupt nicht mehr                                |                           |
| 1987 | Horizont                                                           |                           |
| 1987 | 98 Luftballons                                                     |                           |
| 1987 | Der Generalsekretär                                                |                           |
| 1988 | Die Klavierlehrerin                                                |                           |
| 1989 | Bunte Republik Deutschland                                         |                           |
| 1991 | Renate von Stich                                                   |                           |
| 1991 | Wo ich meinen Hut hinhäng …                                        |                           |
| 1992 | Panik-Panther                                                      |                           |
| 1995 | Ich will den Platz in meinem Herzen neu vermieten                  |                           |
| 1996 | Arschgesicht                                                       |                           |
| 1997 | Nana M.                                                            | Martin Weisz              |
| 1998 | Verführung von Engeln                                              |                           |
| 1999 | You Can’t Run Away                                                 |                           |
| 2000 | Gegen den Strom, gegen den Wind                                    |                           |
| 2002 | Ich schwöre                                                        | Nikolaus Baikousis        |
| 2002 | Lieber Gott                                                        |                           |
| 2003 | Wunder gescheh’n (Neue Version)                                    | Oliver Sommer             |
| 2005 | Hallo Angie, das Merkel ich mir                                    |                           |
| 2007 | Im Arsch                                                           | Joern Heitmann            |
| 2008 | Wenn du durchhängst                                                | Markus Gerwinat           |
| 2008 | Ganz anders                                                        | Markus Gerwinat           |
| 2008 | Was hat die Zeit mit uns gemacht?                                  | Matthias Freier           |
| 2008 | Chubby Checker                                                     | Markus Gerwinat           |
| 2008 | Mein Ding                                                          | Björn Magsig              |
| 2008 | Stark wie zwei                                                     | Markus Gerwinat           |
| 2008 | Ich zieh’ meinen Hut                                               |                           |
| 2010 | Hinter’m Horizont                                                  | Peter Pippig              |
| 2012 | Das Leben                                                          | Hannes Rossacher          |
| 2014 | Do They Know It’s Christmas? (Deutsche Version)                    | Paul Ripke                |
| 2016 | Durch die schweren Zeiten                                          | Kim Frank                 |
| 2016 | Plan B                                                             | Kim Frank                 |
| 2016 | Wenn du gehst                                                      | Nico Koenen, Patrick Wulf |
| 2017 | Einer muss den Job ja machen                                       | Patrick Wulf              |
| 2019 | Niemals dran gezweifelt                                            | Sven Haeusler             |
| 2021 | Mittendrin                                                         |                           |
| 2021 | Kompass                                                            | Woodyholl                 |
| 2021 | Wieder genauso                                                     | Woodyholl                 |
| 2023 | Komet                                                              | Niko Kaouris              |

## Autorenbeteiligungen
Udo Lindenberg als Autor in den Charts

| Jahr | Titel Interpretation                    | Höchstplatzierung, Gesamtwochen, AuszeichnungChartplatzierungen (Jahr, Titel, Interpretation, Platzierungen, Wochen, Auszeichnungen, Anmerkungen) | Höchstplatzierung, Gesamtwochen, AuszeichnungChartplatzierungen (Jahr, Titel, Interpretation, Platzierungen, Wochen, Auszeichnungen, Anmerkungen) | Höchstplatzierung, Gesamtwochen, AuszeichnungChartplatzierungen (Jahr, Titel, Interpretation, Platzierungen, Wochen, Auszeichnungen, Anmerkungen) | Anmerkungen                                    |
| Jahr | Titel Interpretation                    | DE | AT | CH | Anmerkungen                                    |
| --- | --------------------------------------- | --- | --- | --- | ---------------------------------------------- |
| 1995 | (Du musst ein) Schwein sein Die Prinzen | DE8 Gold · (22 Wo.)DE | AT13 (12 Wo.)AT | CH26 (10 Wo.)CH | Erstveröffentlichung: 1995 Verkäufe: + 250.000 |
| Folgende Lieder erschienen nicht als Single, wurden aber durch das Album zum Download und Streaming bereitgestellt und konnten somit eine Platzierung erlangen: |                                         | | | |                                                |
| |                                         | | | |                                                |
| 2012 | Cello Daniele Negroni                   | — | AT75 (1 Wo.)AT | — | Charteinstieg: 8. Juni 2012                    |

## Hörbücher
| Jahr | Titel Musiklabel                                                                    | Anmerkungen                                                              |
| ---- | ----------------------------------------------------------------------------------- | ------------------------------------------------------------------------ |
| 2004 | Panikpräsident Random House Audio (PRHV)                                            | Erstveröffentlichung: 4. Oktober 2004                                    |
| 2008 | Lindenberg Tracks Random House Audio (RHA)                                          | Erstveröffentlichung: 10. Oktober 2008                                   |
| 2011 | Udo Lindenberg liest die Weihnachtsgeschichte nach Udo Gütersloher Verlagshaus (GV) | Erstveröffentlichung: 21. November 2011                                  |
| 2018 | Udo Tacheles (Roof)                                                                 | Erstveröffentlichung: 5. Oktober 2018 mit Charly Hübner & Thomas Hüetlin |

## Boxsets
| Jahr | Titel Musiklabel                                                        | Höchstplatzierung, Gesamtwochen, AuszeichnungChartplatzierungen (Jahr, Titel, Musiklabel, Platzierungen, Wochen, Auszeichnungen, Anmerkungen) | Höchstplatzierung, Gesamtwochen, AuszeichnungChartplatzierungen (Jahr, Titel, Musiklabel, Platzierungen, Wochen, Auszeichnungen, Anmerkungen) | Höchstplatzierung, Gesamtwochen, AuszeichnungChartplatzierungen (Jahr, Titel, Musiklabel, Platzierungen, Wochen, Auszeichnungen, Anmerkungen) | Anmerkungen                                                                             |
| Jahr | Titel Musiklabel                                                        | DE | AT | CH | Anmerkungen                                                                             |
| ---- | ----------------------------------------------------------------------- | --- | --- | --- | --------------------------------------------------------------------------------------- |
| 2000 | Das 1. Vermächtnis … 50 Songs aus 30 Jahren Polydor (UMG)               | — | — | — | Erstveröffentlichung: 30. Oktober 2000                                                  |
| 2011 | Original Album Series Warner Music (WMG)                                | DE78 (3 Wo.)DE | — | — | Erstveröffentlichung: 25. März 2011                                                     |
| 2012 | Original Album Series – Vol. 2 Warner Music (WMG)                       | — | — | — | Erstveröffentlichung: 16. März 2012                                                     |
| 2013 | Original Album Series – Vol. 3 Warner Music (WMG)                       | — | — | — | Erstveröffentlichung: 30. August 2013                                                   |
| 2016 | The Studio Recordings – Warner Music Years 1971–2016 Warner Music (WMG) | — | — | — | Erstveröffentlichung: 20. Mai 2016                                                      |
| 2017 | Original Album Classics Sony Music (Sony)                               | DE87 (1 Wo.)DE | — | — | Erstveröffentlichung: 17. März 2017                                                     |
| 2018 | Das Vermächtnis der Nachtigall 1983–1998 Polydor (UMG)                  | DE51 (1 Wo.)DE | — | — | Erstveröffentlichung: 7. Dezember 2018                                                  |
| 2023 | 50 Jahre Panikorchester live Polydor (UMG)                              | DE10 (1 Wo.)DE | — | — | Erstveröffentlichung: 18. August 2023 Inhalt: Lindstärke 10, Live in Leipzig + Live ’96 |
| 2023 | Live Warner Music (WMG)                                                 | DE11 (1 Wo.)DE | — | — | Erstveröffentlichung: 15. September 2023                                                |

## Promoveröffentlichungen
| Jahr | Titel Album                                                                 | Anmerkungen                                              |
| ---- | --------------------------------------------------------------------------- | -------------------------------------------------------- |
| 1976 | Zum 50. Geburtstag Herzlichen Glückwunsch –                                 | Erstveröffentlichung: 1976                               |
| 1976 | Keine Panik –                                                               | Erstveröffentlichung: 1976                               |
| 1977 | Der Kurt Richter-Blues Raritäten … & Spezialitäten                          | Erstveröffentlichung: 1. November 1977                   |
| 1981 | Kann denn Liebe Sünde sein Udopia                                           | Erstveröffentlichung: 1981 Original: Zarah Leander       |
| 1984 | Sie wollte Liebe Götterhämmerung                                            | Erstveröffentlichung: 1. Juni 1984                       |
| 2001 | Die Stadt mit der Nase im Wind –                                            | Erstveröffentlichung: 2001 als Teil der Hamburg Allstars |
| 2004 | Mein Body und ich Panikpräsident                                            | Erstveröffentlichung: 2004                               |
| 2010 | Schütze mich Zeitgeschichte – Das Beste von und für Annette Humpe (Sampler) | Erstveröffentlichung: 2010 Original: Ich + Ich           |
| 2012 | Stars die niemals untergehen Atlantic Affairs                               | Erstveröffentlichung: 2012                               |

## Sonderveröffentlichungen

### Alben
| Jahr | Titel Musiklabel                                 | Anmerkungen                                                                     |
| ---- | ------------------------------------------------ | ------------------------------------------------------------------------------- |
| 1975 | Von Kopf bis Fuß … Telefunken (Teldec)           | Erstveröffentlichung: 1975 Club-Sonderauflage                                   |
| 1976 | Alles unter Kontrolle Telefunken (Teldec)        | Erstveröffentlichung: 1976 Club-Sonderauflage                                   |
| 1980 | Rock in Deutschland – Vol. 2 Telefunken (Teldec) | Erstveröffentlichung: 1980 Teil der „Rock-in-Deutschland“-Reihe                 |
| 1980 | Profile Telefunken (Teldec)                      | Erstveröffentlichung: 1980 Teil der „Profile“-Reihe                             |
| 1982 | Die weiße Serie Telefunken (Teldec)              | Erstveröffentlichung: 1982 Teil der „Die-weiße-Serie“-Reihe                     |
| 2006 | Gegen den Strom Sony Music Catalgue (Sony BMG)   | Erstveröffentlichung: 5. Mai 2006 Label-Kompilation                             |
| 2006 | The Platinum Collection Warner Music (WMG)       | Erstveröffentlichung: 27. Oktober 2006 Teil der „The-Platinum-Collection“-Reihe |

| Jahr | Titel Musiklabel                                                       | Anmerkungen                                                      |
| ---- | ---------------------------------------------------------------------- | ---------------------------------------------------------------- |
| 1975 | Votan Wahnwitz Telefunken (Teldec)                                     | Erstveröffentlichung: 15. April 1975 Unverkäufliche Musterplatte |
| 1981 | Rock‘n’Roll und Rebellion – Ein panisches Panorama Telefunken (Teldec) | Erstveröffentlichung: August 1981                                |

| Jahr | Titel Musiklabel                                 | Anmerkungen                                                                                    |
| ---- | ------------------------------------------------ | ---------------------------------------------------------------------------------------------- |
| 1994 | Hut ab!: Hommage an Udo Lindenberg Polydor (DGG) | Erstveröffentlichung: 10. Oktober 1994 Verschiedene Interpreten; #52 der deutschen Albumcharts |
| 2004 | Poesiealbum Hansa Records (Sony)                 | Erstveröffentlichung: 9. Februar 2004 Verschiedene Interpreten                                 |

| Jahr | Titel Musiklabel                                                 | Anmerkungen                                                                        |
| ---- | ---------------------------------------------------------------- | ---------------------------------------------------------------------------------- |
| 2008 | Alles klar auf der Andrea Doria / Ball Pompös Warner Music (WMG) | Erstveröffentlichung: 5. September 2008 Teil der „2-in-1“-Reihe                    |
| 2011 | 5 Original Albums Universal Music (UMG)                          | Erstveröffentlichung: 15. August 2011 Teil der „5-Original-Albums“-Reihe           |
| 2012 | The Triple Album Collection Warner Music (WMG)                   | Erstveröffentlichung: 5. Oktober 2012 Teil der „The-Triple-Album-Collection“-Reihe |
| 2013 | Atlantic Affairs / Panik Präsident Hansa Records (Sony)          | Erstveröffentlichung: 11. Januar 2013 Teil der „2-in-1“-Reihe                      |
| 2015 | 5 Original Albums – Vol. 2 Polydor (UMG)                         | Erstveröffentlichung: 28. August 2015 Teil der „5-Original-Albums“-Reihe           |
| 2015 | 5 Original Albums – Vol. 3 Polydor (UMG)                         | Erstveröffentlichung: 28. August 2015 Teil der „5-Original-Albums“-Reihe           |

### Lieder
| Jahr | Titel Album                                                   | Anmerkungen |
| ---- | ------------------------------------------------------------- | --- |
| 1998 | Teddi Das waren die wilden Jahre …                            | Erstveröffentlichung: 1998 Ted Herold feat. Udo Lindenberg                                                                |
| 1999 | Nebelschwadenbilder Esperanto                                 | Erstveröffentlichung: 20. April 1999 Freundeskreis feat. Afrob & Udo Lindenberg                                           |
| 2002 | Jetzt bist du weg 20 Jahre – Nena feat. Nena                  | Erstveröffentlichung: 28. Oktober 2002 Nena feat. Udo Lindenberg                                                          |
| 2003 | Wunder gescheh’n 20 Jahre – Nena feat. Nena (2003 Edition)    | Erstveröffentlichung: 3. März 2003 als Teil von Nena & Friends (mit Ben, Sasha, Helge Schneider, Jasmin Tabatabai & Witt) |
| 2006 | Im Arsch Mercedes-Dance                                       | Erstveröffentlichung: 4. August 2006 Jan Delay feat. Udo Lindenberg                                                       |
| 2008 | Wenn du durchhängst Rhythms del Mundo – Cubano Alemán         | Erstveröffentlichung: 29. August 2008 Rhythms del Mundo feat. Udo Lindenberg                                              |
| 2008 | Georgia on My Mind (Live) Klaus Doldinger’s Passport on Stage | Erstveröffentlichung: 28. November 2008 Passport feat. Udo Lindenberg Original: Hoagy Carmichael & His Orchestra          |
| 2009 | Einmal um die ganze Welt Leben                                | Erstveröffentlichung: 16. Oktober 2009 Karel Gott feat. Udo Lindenberg                                                    |
| 2010 | Jetzt bist du weg (Live) Best of Nena                         | Erstveröffentlichung: 12. November 2010 Nena feat. Udo Lindenberg                                                         |
| 2011 | Die Habsucht Tief                                             | Erstveröffentlichung: 9. September 2011 Vince Bahrdt feat. Udo Lindenberg                                                 |
| 2014 | Sein Song Stadtrandlichter                                    | Erstveröffentlichung: 19. September 2014 Clueso feat. Udo Lindenberg                                                      |
| 2015 | Nessaja Tabaluga – Es lebe die Freundschaft!                  | Erstveröffentlichung: 30. Oktober 2015 Peter Maffay feat. Udo Lindenberg                                                  |
| 2016 | Der Greis ist heiß Doldinger                                  | Erstveröffentlichung: 29. April 2016 Passport feat. Udo Lindenberg                                                        |
| 2016 | Pkw Forever Ying                                              | Erstveröffentlichung: 30. September 2016 Damion Davis feat. Udo Lindenberg                                                |
| 2016 | Mit Pfefferminz bin ich dein Prinz (Unplugged) MTV Unplugged  | Erstveröffentlichung: 28. Oktober 2016 Marius Müller-Westernhagen feat. Udo Lindenberg                                    |
| 2019 | Piratenfreunde Generation Morgen                              | Erstveröffentlichung: 24. Mai 2019 Kids on Stage feat. Udo Lindenberg                                                     |
| 2020 | Devil Don’t Get Me Motherhood                                 | Erstveröffentlichung: 8. Mai 2020 Passport feat. Udo Lindenberg                                                           |
| 2020 | Sie brauchen keinen Führer Peter Maffay und …                 | Erstveröffentlichung: 27. November 2020 Peter Maffay feat. Udo Lindenberg                                                 |

| Jahr | Titel Album                                                             | Anmerkungen                                                 |
| ---- | ----------------------------------------------------------------------- | ----------------------------------------------------------- |
| 1986 | Deserteure (Live at Anti-WAAhnsinns-Festival) WAAhnsinn                 | Erstveröffentlichung: 1986 mit Verschiedenen Interpreten    |
| 1986 | Sie brauchen keinen Führer (Live at Anti-WAAhnsinns-Festival) WAAhnsinn | Erstveröffentlichung: 1986                                  |
| 1997 | Hungry Girl The Best of All My Years so Far …                           | Erstveröffentlichung: 1997 Original: Inga Rumpf             |
| 1999 | Wohin gehen wir Pop 2000 – Das gibt’s nur einmal                        | Erstveröffentlichung: 18. Oktober 1999 Original: Rio Reiser |
| 2010 | Schütze mich Zeitgeschichte – Das Beste von und für Annette Humpe       | Erstveröffentlichung: 29. Oktober 2010 Original: Ich + Ich  |

| Jahr | Titel Soundtrack                     | Anmerkungen                             |
| ---- | ------------------------------------ | --------------------------------------- |
| 2015 | Sonderzug nach Pankow Deutschland 83 | Erstveröffentlichung: 27. November 2015 |

### Videoalben
| Jahr | Titel Musiklabel              | Anmerkungen                |
| ---- | ----------------------------- | -------------------------- |
| 2005 | 30 Jahre Studio Hamburg (NDR) | Erstveröffentlichung: 2005 |

## Statistik

### Chartauswertung
Die folgenden Aufstellungen bieten eine Übersicht der Charterfolge von Udo Lindenberg in den Album-, Musik-DVD- und Singlecharts. Es ist zu beachten, dass bei den Singles nur Interpretationen und keine Autorenbeteiligungen berücksichtigt wurden.
|                     | DE     | AT    | CH     |
| ------------------- | ------ | ----- | ------ |
| Nummer-eins-Alben   | DE4DE  | AT—AT | CH—CH  |
| Top-10-Alben        | DE17DE | AT6AT | CH5CH  |
| Alben in den Charts | DE58DE | AT7AT | CH10CH |

|                       | DE     | AT     | CH    |
| --------------------- | ------ | ------ | ----- |
| Nummer-eins-Singles   | DE2DE  | AT1AT  | CH—CH |
| Top-10-Singles        | DE8DE  | AT4AT  | CH1CH |
| Singles in den Charts | DE28DE | AT10AT | CH7CH |

|                          | DE    | AT    | CH    |
| ------------------------ | ----- | ----- | ----- |
| Nummer-eins-Videoalben   | DE—DE | AT1AT | CH1CH |
| Top-10-Videoalben        | DE—DE | AT3AT | CH4CH |
| Videoalben in den Charts | DE—DE | AT3AT | CH4CH |

### Auszeichnungen für Musikverkäufe
Anmerkung: Auszeichnungen in Ländern aus den Charttabellen bzw. Chartboxen sind in ebendiesen zu finden.
| Land/RegionAuszeichnungen für Musikverkäufe (Land/Region, Auszeichnungen, Verkäufe, Quellen) | Silber  | Gold       | Platin       | Verkäufe  | Quellen                            |
| -------------------------------------------------------------------------------------------- | ------- | ---------- | ------------ | --------- | ---------------------------------- |
| Deutschland (BVMI)                                                                           | Silber1 | 19× Gold19 | 20× Platin20 | 7.765.000 | musikindustrie.de, Einzelnachweise |
| Österreich (IFPI)                                                                            | —       | —          | 3× Platin3   | 90.000    | ifpi.at                            |
| Schweiz (IFPI)                                                                               | —       | —          | 4× Platin4   | 80.000    | hitparade.ch                       |
| Insgesamt                                                                                    | Silber1 | 19× Gold19 | 27× Platin27 |           |                                    |